# Erlenbach bei Marktheidenfeld
Erlenbach bei Marktheidenfeld (chính thức Erlenbach b.Marktheidenfeld) là một đô thị thuộc huyện Main-Spessart, bang Bayern, Đức trong Regierungsbezirk Lower Franconia (Unterfranken) bang Bayern, Đức và thuộc Verwaltungsgemeinschaft (Cộng đồng hành chính) Marktheidenfeld. 
Đô thị này nằm bên Bundesstraße 8 giữa Würzburg và Aschaffenburg.